# Longitud de coherència

Aquest és un gràfic de g(2) en funció del retard normalitzat a la longitud de coherència τ/τc. La corba blava és per a un estat coherent (un làser ideal o una freqüència única). La corba vermella és per a la llum caòtica Lorentziana (per exemple, col·lisió ampliada). La corba verda és per a la llum caòtica gaussiana (per exemple, Doppler ampliat). La llum caòtica és superpoissoniana i agrupada.

En física, la longitud de coherència és la distància de propagació sobre la qual una ona coherent (per exemple, una ona electromagnètica) manté un grau de coherència especificat. La interferència d'ones és forta quan els camins de totes les ones interferents difereixen en menys de la longitud de coherència. Una ona amb una longitud de coherència més llarga és més propera a una ona sinusoïdal perfecta. La longitud de la coherència és important en l'holografia i l'enginyeria de telecomunicacions.
Aquest article se centra en la coherència dels camps electromagnètics clàssics. En mecànica quàntica, hi ha un concepte matemàticament anàleg de la longitud de coherència quàntica d'una funció d'ona.

Aquest és un gràfic de g(1) en funció del retard normalitzat a la longitud de coherència τ/τc. La corba blava és per a un estat coherent (un làser ideal o una freqüència única). La corba vermella és per a la llum caòtica Lorentziana (per exemple, col·lisió ampliada). La corba verda és per a la llum caòtica gaussiana (per exemple, Doppler ampliat).

## Fórmules
En els sistemes de banda de ràdio, la longitud de coherència s'aproxima per
{\displaystyle L={\frac {c}{\,n\,\mathrm {\Delta } f\,}}\approx {\frac {\lambda ^{2}}{\,n\,\mathrm {\Delta } \lambda \,}}~,}
on {\displaystyle \,c\,} és la velocitat de la llum en el buit, {\displaystyle \,n\,} és l'índex de refracció del medi, i {\displaystyle \,\mathrm {\Delta } f\,} és l'ample de banda de la font o {\displaystyle \,\lambda \,} és la longitud d'ona del senyal i {\displaystyle \,\Delta \lambda \,} és l'amplada del rang de longituds d'ona del senyal.
En comunicacions òptiques i tomografia de coherència òptica (OCT), suposant que la font té un espectre d'emissió gaussià, la longitud de coherència d'anada i tornada {\displaystyle \,L\,} està donat per
{\displaystyle L={\frac {\,2\ln 2\,}{\pi }}\,{\frac {\lambda ^{2}}{\,n_{g}\,\mathrm {\Delta } \lambda \,}}~,}
on {\displaystyle \,\lambda \,} és la longitud d'ona central de la font, {\displaystyle n_{g}} és l'índex de refracció grupal del medi, i {\displaystyle \,\mathrm {\Delta } \lambda \,} és l'amplada espectral (FWHM) de la font. Si la font té un espectre gaussià amb amplada espectral FWHM {\displaystyle \mathrm {\Delta } \lambda }, després un desplaçament de camí de {\displaystyle \,\pm L\,} reduirà la visibilitat de la franja al 50%. És important tenir en compte que es tracta d'una longitud de coherència d'anada i tornada: aquesta definició s'aplica en aplicacions com OCT on la llum travessa el desplaçament mesurat dues vegades (com en un interferòmetre de Michelson). En aplicacions transmissives, com ara amb un interferòmetre Mach-Zehnder, la llum travessa el desplaçament només una vegada i la longitud de coherència es duplica efectivament.
La longitud de coherència també es pot mesurar mitjançant un interferòmetre de Michelson i és la diferència de longitud del camí òptic d'un feix làser d' auto-interferència que correspon a {\displaystyle \,{\frac {1}{\,e\,}}\approx 37\%\,} visibilitat de la franja, on la visibilitat de la franja es defineix com
{\displaystyle V={\frac {\;I_{\max }-I_{\min }\;}{I_{\max }+I_{\min }}}~,}
on {\displaystyle \,I\,} és la intensitat de la franja.
En els sistemes de transmissió de llarga distància, la longitud de la coherència es pot reduir per factors de propagació com ara la dispersió, la dispersió i la difracció.